# 田畑伸一郎
田畑 伸一郎（たばた しんいちろう、1957年（昭和32年） - ）は、日本の経済学者、ロシア研究者。北海道大学名誉教授。北海道大学スラブ研究センター長、ロシア・東欧学会代表理事、比較経済体制学会事務局長等を歴任。

## 略歴
清水市立第五中学校、静岡県立清水東高等学校を経て、1981年（昭和56年）、東京大学教養学部教養学科卒業、1983年（昭和58年）、一橋大学大学院社会学研究科修士課程修了、1986年（昭和61年）同博士後期課程単位取得退学。指導教官は宮鍋幟。
1986年（昭和61年）、北海道大学スラブ研究センター助教授、1997年（平成9年）から同教授。2004年（平成16年）から2006年（平成18年）まで同センター長、2008年（平成20年）から2013年（平成25年）まで新学術領域研究「ユーラシア地域大国の比較研究」領域代表、2012年（平成24年）から北海道大学ヘルシンキオフィス所長。
専攻はロシアの経済で、比較経済体制学会事務局長、ロシア・東欧学会理事、公益財団法人環日本海経済研究所（ERINA）理事等も歴任。2013年、代表を務める「ユーラシア地域大国の比較研究」で第3回地域研究コンソーシアム賞（JCAS賞）研究企画賞受賞。2019年ロシア・東欧学会代表理事。2023年3月、北海道大学を定年退職。

## 著作

### 著書
- 『ロシアの地域間の資金循環』北海道大学 1998年
- 『ロシアの世界経済との統合に関する総合的研究』北海道大学 2001年
- 『『ユーラシア地域大国の比較研究』に関する総括』北海道大学 2008年

### 編著
- 『石油・ガスとロシア経済』（北海道大学出版会、2008年）

### 共編著
- （久保庭眞彰・田畑理一・長谷部勇一）『マイコンによる経済学』（青木書店、1983年）
- （望月喜市・山村理人）『スラブの経済』（弘文堂、1995年）
- （久保庭眞彰）『転換期のロシア経済：市場経済移行と統計システム』（青木書店、1999年）
- （末澤恵美）『CIS：旧ソ連空間の再構成』（国際書院、2004年）
- （江淵直人）『環オホーツク海地域の環境と経済』（北海道大学出版会、2012年）

Eurasian Geography and Economics誌などで多数の英語論文を発表している。